# Downieville-Lawson-Dumont
Downieville-Lawson-Dumont – jednostka osadnicza w Stanach Zjednoczonych, w stanie Kolorado, w hrabstwie Clear Creek.